# 袁宗锡
袁宗锡，浙江慈溪人，是一名明朝政治人物。
袁宗锡曾于1620年接替许廷栋任崇明县知县一职，1625年由唐世涵接任。